# Gaston A. Robbins
Gaston Ahi Robbins, född 26 september 1858 i Goldsborough i North Carolina, död 22 februari 1902 i New York, var en amerikansk politiker (demokrat). Han var ledamot av USA:s representanthus 1893–1896 och 1899–1900.
Robbins är begravd på Oakwood Cemetery i Statesville i North Carolina.